# Galló Ernő
Galló Ernő (Gyergyószentmiklós, 1980. július 13. –) erdélyi magyar színész.

## Életpályája
1999–2000-ben a Figura Stúdióban szerepelt. 2000–2004 között a kolozsvári Babeș–Bolyai Tudományegyetem színművész szakán tanult. 2004–2010 között a Kolozsvári Állami Magyar Színház, 2010–2012 között a Szatmárnémeti Északi Színház Harag György társulatának tagja. 2012-től a Marosvásárhelyi Nemzeti Színház Tompa Miklós Társulatának színésze, mellette szerepel Budapesten is.

## Filmes és televíziós szerepei
- Tündérkert – sorozat – Rendező: Madarász István – 2023
- Munkaügyek – Televíziós vígjátéksorozatok – Rendező: Márton István – 2016
- Fapad – Televíziós vígjátéksorozat – Rendezők: Zomborácz Virág, Fazakas Péter, László Péter – 2014
- Rózsa – Rózsa és Ibolya – Színes magyar animációs film – Rendező: Marius Tabacu, 2010
- Pilóta – Ződ – Rendező: Zakariás Zalán, 2007
- Tóni – Iszka utazása – Rendező: Bollók Csaba, 2007

## Díjai, elismerései
- Kovács György-díj (2016)[5]